# Prinetti & Stucchi

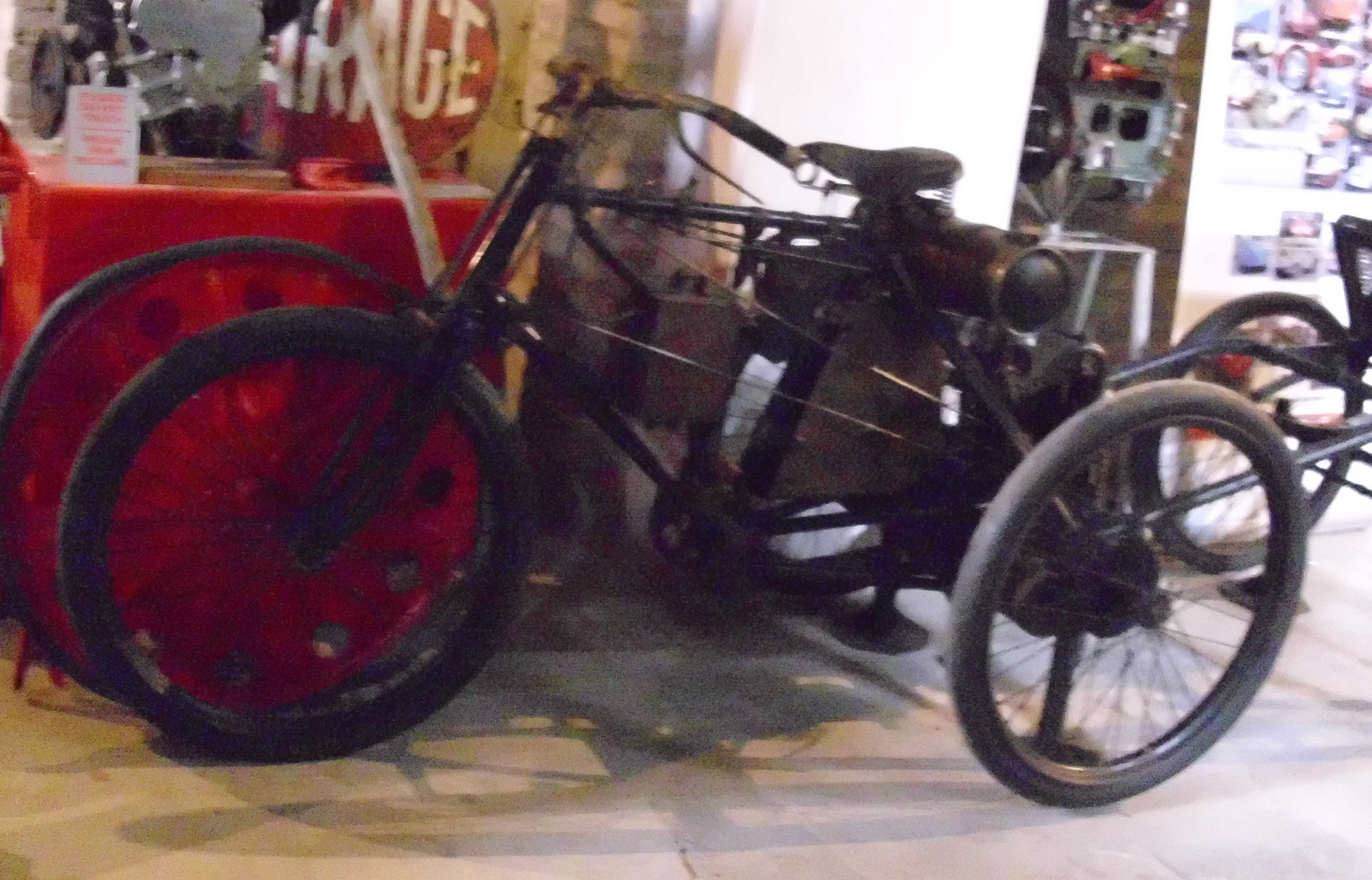
Prinetti & Stucchi Dreirad von 1899

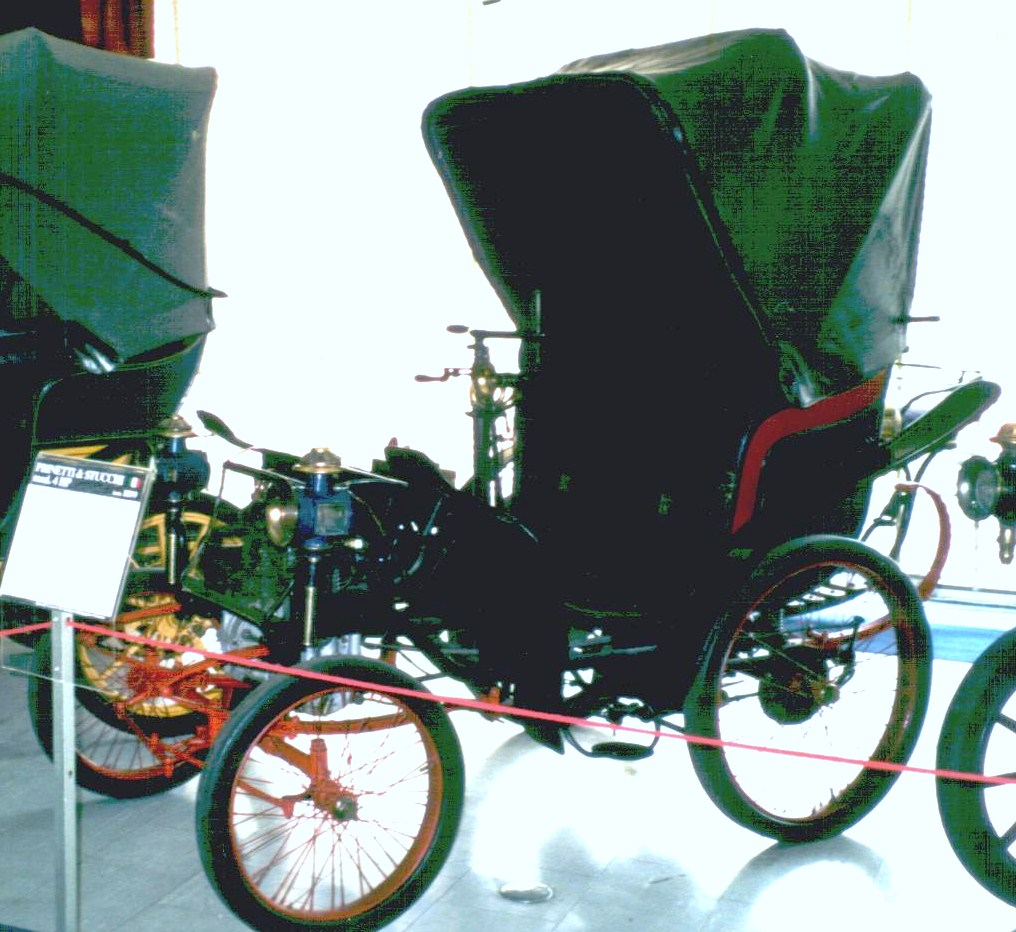
Prinetti & Stucchi von 1899

Prinetti & Stucchi war ein italienischer Hersteller von Automobilen.

## Unternehmensgeschichte
Giulio Prinetti und Augusto Stucchi gründeten 1883 das Unternehmen in Mailand. Es stellte Fahrräder und Nähmaschinen her. Motorräder kamen dazu. 1898 begann die Produktion von Automobilen. Im gleichen Jahr begann Ettore Bugatti seine Lehre in diesem Unternehmen. 1902 wurde die Produktion von Automobilen eingestellt. 1901 oder 1902 schied Prinetti aus. Das Nachfolgeunternehmen Stucchi & Co. stellte noch jahrelang Motorräder her.

## Fahrzeuge
Es wurden Dreiräder und vierrädrige Autos produziert. Für den Antrieb sorgten Einzylinder-Einbaumotoren von De Dion-Bouton. In einige Fahrzeuge wurden zwei Einzylindermotoren montiert. Ein Prototyp von Ettore Bugatti mit vier Rädern und einem Motor pro Rad ging nicht in Serie. Bugatti nannte es später seinen Type 1. Dieses Fahrzeug ist nicht erhalten geblieben.
Ein Fahrzeug dieser Marke gehört zur Sammlung des Museo Nazionale dell’Automobile in Turin.